# ADC-Airlines-Flug 053
Der ADC-Airlines-Flug 053 (Flugnummer Z7053) war ein Inlandsflug der nigerianischen Fluggesellschaft ADC Airlines von Abuja nach Sokoto. Am 29. Oktober 2006 ereignete sich auf diesem Flug der Flugunfall einer Boeing 737-2B7 mit dem Luftfahrzeugkennzeichen 5N-BFK, bei dem 96 von 105 Menschen an Bord getötet wurden.

## Flugzeug und Insassen
Bei dem verunglückten Flugzeug handelte es sich um eine Boeing 737-2B7, die zum Zeitpunkt des Unfalls 23 Jahre und einen Monat alt war. Die Maschine wurde im Werk von Boeing in Renton im Bundesstaat Washington montiert und absolvierte am 27. September 1983 ihren Erstflug, ehe sie am 20. Oktober 1983 neu an die USAir ausgeliefert wurde. Das Flugzeug trug die Werksnummer 22891, es handelte sich um die 988. Boeing 737 aus laufender Produktion. Die Maschine wurde zunächst mit dem Luftfahrzeugkennzeichen N323AU zugelassen, am 15. November 1988 wurde sie in N279AU umregistriert. Mit der Umfirmierung seiner Besitzerin wurde die Maschine unter demselben Kennzeichen auf die US Airways registriert. Im Februar 1999 wurde die Maschine innerhalb des Unternehmens an die Tochtergesellschaft MetroJet weitergegeben. Im Jahr 2003 veräußerte die US Airways die Maschine an die Flugzeugleasinggesellschaft Celtic Capital, die sie ab dem 2. September 2003 an die ADC Airlines verleaste, bei welcher die Boeing ihr letztes Kennzeichen 5N-BFK erhielt. Das zweistrahlige Schmalrumpfflugzeug war mit zwei Triebwerken des Typs Pratt & Whitney JT8D-17 ausgestattet. Bis zum Zeitpunkt des Unfalls hatte die Maschine eine kumulierte Betriebsleistung von 56.411 Betriebsstunden bei 44.465 Starts und Landungen absolviert.

## Flugverlauf
Der ADC-Airlines-Flug 053, ein planmäßiger Inlandsflug, begann mit dem Abheben der Maschine vom Flughafen Lagos um 9:29 Uhr. Der Flug setzte sich aus zwei Teilabschnitten zusammen. Der erste Flugabschnitt führte zum Flughafen Abuja, wo nach der Landung um 10:20 Uhr ein planmäßiger Zwischenstopp eingelegt wurde. Dieser Flugabschnitt wurde ohne nennenswerte Zwischenfälle geflogen.
Der zweite Teilabschnitt sollte schließlich von Abuja nach Sokoto führen. Die Besatzung meldete ihren geplanten Weiterflug um 11:14 Uhr bei der Flugsicherung an, die ihr daraufhin aktuelle Wetterinformationen übermittelte. Um 11:21 erbaten die Piloten Rollerlaubnis zur Start- und Landebahn und erfragten die Windverhältnisse. Innerhalb der folgenden sechs Minuten übermittelte die Flugsicherung in Abuja der Besatzung sechs Windberichte und betonte dabei, dass der Wind böenartig sei. Ein Gewitter näherte sich dem Flughafen und die Wetterverhältnisse verschlechterten sich. Um 11:26 Uhr erbat die Besatzung Freigabe zum sofortigen Start. Der Fluglotse betonte nochmals die sich verschlechterten Wetterbedingungen und übermittelte den letzten Windbericht, den die Besatzung bestätigte.

## Unfallhergang
Unmittelbar nach dem letzten Funkspruch begann der Start von Bahn 22. Unmittelbar nach dem Startlauf geriet die Boeing 737 in eine Windscherung, die als Gegenwind begann und gleich darauf zu einem Rückenwind wurde. Der Wind beeinträchtigte die Aerodynamikeigenschaften der Maschine erheblich. Der verantwortliche Pilot reagierte auf den Windstoß, indem er den Schub geringfügig erhöhte und das Steuerhorn zu sich zog, wodurch ein kritischer Anstellwinkel der Maschine erreicht wurde. Der andere Pilot rief ihm zu, er solle die Maschine hochziehen. Es kam zu einem Strömungsabriss, bei dem die Maschine zudem einen Rollwinkel von 90 Grad erreichte. Die Boeing war bis zu einem Anstellwinkel hochgezogen worden, bei dem vorübergehend der Luftstrom unterbrochen wurde und ein Leistungsverlust an beiden Triebwerken auftrat. Die Maschine stürzte in ein Getreidefeld ab und brach beim Aufschlag auseinander.

## Nach dem Absturz
Obwohl sich der Unfall kurz nach dem Start ereignete, war der Flugsicherung in Abuja zunächst nicht bekannt, dass die Maschine abgestürzt war. Die Fluglotsen versuchten dreimal vergeblich, die Maschine zu erreichen.  Auch andere Maschinen, die sich in der Nähe befanden, darunter Virgin-Nigeria-Airlines-Flug 42 und Trade-Wings-Flug 2401, die über die gleiche Funkfrequenz kommunizierten, wurden um Unterstützung beim Versuch, die Maschine zu kontaktieren, gebeten. Es gelang dennoch nicht, Kontakt mit der Maschine aufzunehmen. Auch die Flugsicherungen in Kano und Lagos versuchten vergeblich, die Maschine zu erreichen. Die Flugsicherung in Abuja erhielt schließlich die Anweisung, die National Emergency Management Agency (NEMA) in Kano über den verlorenen Funkkontakt zu der Maschine in Kenntnis zu setzen. Um 11:38 Uhr wurde gemeldet, dass jemand aus dem nahegelegenen Dorf Tungar Madaki erschienen sei und gemeldet hätte, dass in seinem Ort ein Flugzeug abgestürzt sei. Eine Suchmannschaft rückte aus und konnte bald darauf bestätigen, dass die Maschine kurz nach dem Start abgestürzt war.

## Opfer
Von den 105 Personen an Bord der Maschine starben 96. Bei dem Unfall wurde Muhammadu Maccido, der Sultan von Sokoto und das geistliche Oberhaupt der Muslime Nigerias ebenso getötet wie sein Sohn, der Senator Badamasi Maccido. Zu den Opfern gehörten weiterhin Nnennia Mgbor, die erste weibliche HNO-Chirurgin Westafrikas, sowie Abdulrahman Shehu Shagari, der Sohn des früheren Präsidenten Shehu Shagari. Unter den neun Überlebenden befanden sich drei Töchter von Ibrahim Idris, dem Gouverneur von Kogi.

## Unfalluntersuchung
Der Unfall wurde durch das nigerianische Aircraft Investigation Bureau untersucht. Vertreter des National Transportation Safety Board aus den Vereinigten Staaten waren an der Untersuchung beteiligt. Die Ermittler sichteten die Trümmer und die Absturzstelle und kamen zu dem Schluss, dass die Maschine mit der linken Tragfläche zuerst den Ast eines Baumes gestreift habe. Die Maschine sei mit einer weit hochgezogenen Flugzeugnase und einem exzessiven, nach links ausgerichteten Rollwinkel abgestürzt. Beim Aufprall sei die Maschine auseinandergebrochen, und das Kerosin entzündete sich.
Bei dem Unfall wurde ein Großteil des Flugzeugrumpfes zerstört. Von den 105 Insassen wurden 96 entweder durch die Kräfte des Aufschlags oder durch den anschließend ausgebrochenen Brand getötet. Acht Passagiere und ein Besatzungsmitglied, die sich im hinteren Teil der Maschine befunden hatten, überlebten den Unfall, da die Flugzeugstruktur in ihrer unmittelbaren Umgebung relativ intakt geblieben war.
Bei der Untersuchung der Unfalldatenspeicher konnte ermittelt werden, dass der Cockpitbesatzung bekannt war, dass Windscherungen auftreten könnten. Die Piloten bestätigten die Warnung des Fluglotsen, was auf dem Cockpit Voice Recorder deutlich zu hören war. Während des Starts erhöhte sich die Regenintensität, es herrschte schwerer Regen.
Ein erstes Anzeichen von Schwierigkeiten, in die die Besatzung geraten war, war bereits zu vernehmen, als der Erste Offizier eine Geschwindigkeit von 80 Knoten (ca. 148 km/h) ansagte und der Kapitän entgegen den Prozeduren mit „Ah“ antwortete. Vier Sekunden später sagte der Erste Offizier die Abhebegeschwindigkeit an, woraufhin der Kapitän die Maschine rotieren ließ und das Fahrwerk einfuhr. Zwei weitere Sekunden später ertönte eine Warnung vor Windscherungen und die Maschine war einem rapiden Wechsel der Windströmungsrichtung ausgesetzt. Die Auswertung des Flugdatenschreibers ergab, dass die Piloten beim Versuch dagegenzuhalten die Maschine in einen Anstellwinkel von 30 bis 35 Grad gebracht hatten. Kurz darauf aktivierte sich die Überziehwarnanlage, wie deutlich auf dem Stimmenrekorder zu hören war. Aufgrund des steilen Rotationswinkels wurde die Luftzufuhr zu den Triebwerken unterbrochen, wodurch es zu einem vorübergehenden Leistungsabfall beider Triebwerke kam. Schließlich kam es zu einem Strömungsabriss, die Maschine verlor rapide an Höhe und schlug auf dem Boden auf. Das Ground Proximity Warning System aktivierte sich und warnte bis zum Aufprall vor der bevorstehenden Kollision mit dem Boden.
Die Unfallermittler kamen zu dem Schluss, dass neben der schwierigen Wetterbedingungen, die zu dem Unfall geführt hatten, die Reaktionen der Piloten nicht den üblichen Prozeduren entsprachen, die bei Windscherungen anzuwenden waren. Die Piloten hatten ihr Training am Flugsimulator bei der Sabena in Brüssel absolviert. Dort wurden sie nicht hinreichend auf derartige Ausnahmesituationen vorbereitet. Obwohl die Leistung der Maschine ausgereicht hätte, um die Windscherungen zu durchfliegen, verfügten die Piloten nicht über die dafür erforderlichen Flugfertigkeiten. Das Training, das der Erste Offizier absolviert hatte, beinhaltete kein Erkennen und Durchfliegen von Windscherungen. Der Kapitän wurde zwar für solche Situationen trainiert, konnte sein Wissen jedoch nicht anwenden, da der Flugsimulator anders konfiguriert war als die geflogene Maschine.
Daten des nigerianischen Wetterdienstes wiesen für den Zeitraum 09:30 Uhr und 09:45 Uhr vereinzelte Cumuluswolken in geringer Höhe aus. Die Ermittler stellten fest, dass es anschließend zu einer starken Wolkenbildung gekommen sei, die sich zwischen 9:45 Uhr und 11:00 Uhr zu einer Gewitterfront entwickelt hatte.
Im Abschlussbericht hielten die Ermittler als Unfallursachen einerseits die Entscheidung des Kapitäns fest, bei schwierigen Wetterbedingungen vom Flughafen zu starten und andererseits das Unvermögen der Besatzung, die erforderlichen Prozeduren für das Durchfliegen von Windscherungen anzuwenden. Dadurch sei es in geringer Höhe zu einem Strömungsabriss gekommen, aus dem die Maschine nicht mehr abgefangen werden konnte. Zu dem Unfall ferner beigetragen habe die Verwendung ungeeigneter Übungsgeräte während des Pilotentrainings am Flugsimulator, ebenso wie ein Fehlen von Handlungsanweisungen von Seiten der Fluggesellschaft beim Betrieb von Flugzeugen unter schwierigen Wetterverhältnissen. Die Aufgabenverteilung zwischen den beiden Piloten während der Notsituation habe nicht den Standardprozeduren für solche Fälle entsprochen.
Schließlich stellten die Ermittler fest, dass das Bodenradar des Flughafens während des Unfalls außer Betrieb gewesen war. Dies verzögerte die Suche nach der abgestürzten Maschine. Die Ermittler kamen zu dem Schluss, dass mehr Menschen den Unfall überlebt hätten, wenn das Radar zum Unfallzeitpunkt aktiv gewesen wäre.

## Folgen
Der nigerianische Präsident Olusegun Obasanjo sah sich nach dem Unfall einem starken Druck ausgesetzt, den Luftfahrtminister Babalola Borishade zu entlassen. Borishade wurde schließlich in ein anderes Ressort versetzt.
Es handelte sich nach dem Sosoliso-Airlines-Flug 1145 und dem Bellview-Airlines-Flug 210 um den dritten schweren Flugunfall eines strahlgetriebenen Passagierflugzeugs binnen 13 Monaten in Nigeria. Um die Sicherheit der Luftfahrt im Land zu erhöhen, erließ die nigerianische Regierung eine Vorschrift, die finanziell angeschlagene Fluggesellschaften im Land anwies, ihr Betriebsvermögen zu vermehren. Bei Nichterfüllung bis zum 30. April 2007 sollten die jeweiligen Flugzeugflotten mit einem Betriebsverbot belegt werden. Die ADC Airlines stellte daraufhin zusammen mit sechs anderen nigerianischen Fluggesellschaften den Betrieb ein, darunter der Sosoliso Airlines, die 2005 von einem ähnlichen Flugzeugabsturz betroffen war.